# Cyrtodactylus agamensis
Espèce
Synonymes
- Gymnodactylus agamensis Bleeker, 1860

Cyrtodactylus agamensis est une espèce de geckos de la famille des Gekkonidae.

## Répartition
Cette espèce est endémique de Sumatra en Indonésie.

## Étymologie
Son nom d'espèce, composé de agam et du suffixe latin -ensis, « qui vit dans, qui habite », lui a été donné en référence au lieu de sa découverte, Agam.

## Publication originale
- Bleeker, 1860 : Reptilien van Agam aangeboden door E.W.A. Ludeking. Natuurkundig Tijdschrift voor Nederlandsch Indie, Batavia, vol. 20, p. 325-329 (texte intégral).